# Мехтиев, Иса Мамед оглы
Иса Мамед оглы Мехтиев (азерб. İsa Məmməd oğlu Mehdiyev; род. 16 февраля 1924, Джебраильский уезд) — советский азербайджанский хлебороб, Герой Социалистического Труда (1948).

## Биография
Родился 16 февраля 1924 года в селе Довлетярлы Джебраильского уезда Азербайджанской ССР (ныне село в Физулинском районе Азербайджана).
С 1935 года — звеньевой колхоза имени Сталина, бригадир совхоза имени Тельмана Физулинского района. В 1947 году получил урожай пшеницы 32,78 центнера с гектара на площади 10 гектаров.
Указом Президиума Верховного Совета СССР от 10 марта 1948 года за получение в 1947 году высоких урожаев пшеницы Мехтиеву Иса Мамед оглы присвоено звание Героя Социалистического Труда с вручением ордена Ленина и золотой медали «Серп и Молот».
С 2002 года — президентский пенсионер.